# Estelita Rodriguez
Estelita Rodriguez (Guanajay, 2 luglio 1928 – Van Nuys, 12 marzo 1966) è stata un'attrice statunitense di origine cubana.

## Biografia
Estelita Rodriguez era nata a Cuba e iniziò la propria carriera artistica nel 1942, all'età di 14 anni, quando fu messa sotto contratto dalla MGM, la famosa casa produttrice che inizialmente la tenne nella propria scuderia con l'intenzione di prepararla al debutto sul grande schermo. Tuttavia la MGM non mantenne i suoi piani e lasciò andare la giovane attrice, che tornò a New York nel 1945 e firmò un contratto con la Republic Pictures per girare 5 film.
A partire da Along the Navajo Trail (1945), la Rodriguez lavorò intensamente per tutta la seconda metà degli anni quaranta e oltre, interpretando numerosi ruoli di señorita in western a basso costo prodotti dalla Republic e interpretati dal divo della casa produttrice, Roy Rogers, tra i quali Twilight in the Sierras (1950) e In Old Amarillo (1951).
La carriera dell'attrice fu assai breve e declinò già all'inizio degli anni cinquanta. Tra le sue interpretazioni del periodo, la commedia Lo sposo è un altro coso (1951), in cui impersonò l'intraprendente figlia di un ambasciatore sudamericano, che si mette nei guai con alcuni loschi agenti segreti e viene infine salvata da un ammiratore che la sposa; apparve inoltre nel film d'avventura Il giustiziere dei tropici (1953), in cui recitò accanto a Ronald Reagan e Rhonda Fleming.
Trascorsero oltre cinque anni prima che la Rodriguez facesse ritorno sugli schermi, in quello che è probabilmente il suo film più celebre, il western Un dollaro d'onore (1959) di Howard Hawks, accanto a John Wayne, Dean Martin e Angie Dickinson. L'attrice interpretò con il consueto temperamento latino il pur breve ruolo di seconda protagonista femminile, Consuelo Robante, la volitiva e petulante moglie di Carlos, il proprietario dell'albergo-casa da gioco della cittadina di Rio Bravo in cui si svolge la vicenda.
Dopo Un dollaro d'onore, la Rodriguez lavorò sporadicamente per la televisione e apparve in alcuni episodi di serie quali Laredo (1965) e Le spie (1966). Il suo ultimo film fu Jesse James Meets Frankenstein's Daughter (1966), una bizzarra combinazione di due diversi generi cinematografici, il western e l'horror, realizzata a basso costo.

## Vita privata
La Rodriguez si sposò una prima volta con il cantante messicano Chu-Chu Martinez, dal quale nel 1946 ebbe una figlia, Nina. La coppia divorziò nel 1947, e l'attrice si risposò nel 1953 con l'attore Grant Withers, ex marito di Loretta Young. Anche questo matrimonio si concluse con un burrascoso divorzio nel 1955. Withers, afflitto da gravi problemi di salute, si toglierà la vita quattro anni dopo, nel 1959.
Il terzo matrimonio con Ismael Alfonso Halfss durò dal 1956 al 1960, dopodiché l'attrice si sposò per la quarta e ultima volta nel 1961 con il dottor Ricardo A. Pego.
Il 12 marzo 1966, la Rodriguez venne ritrovata morta nella cucina della sua residenza californiana di Van Nuys (North Hollywood). Le cause del prematuro decesso della trentasettenne attrice non furono rese pubbliche, anche se si parlò di una grave forma di influenza. È sepolta al San Fernando Mission Cemetery a Mission Hills (Los Angeles).

## Filmografia

### Cinema
- Along the Navajo Trail, regia di Frank McDonald (1945)
- Mexicana, regia di Alfred Santell (1945)
- Vidas solitarias, regia di Moacyr Fenelon (1945)
- On the Old Spanish Trail, regia di William Witney (1947)
- The Gay Ranchero, regia di William Witney (1948)
- Donne e avventurieri (Old Los Angeles), regia di Joseph Kane (1948)
- Susanna Pass, regia di William Witney (1949)
- The Golden Stallion, regia di William Witney (1949)
- Belle of Old Mexico, regia di R.G. Springsteen (1950)
- Federal Agent at Large, regia di George Blair (1950)
- Twilight in the Sierras, regia di William Witney (1950)
- Sunset in the West, regia di William Witney (1950)
- Hit Parade of 1951, regia di John H. Auer (1950)
- Il sentiero degli Apaches (California Passage), regia di Joseph Kane (1950)
- Cuban Fireball, regia di William Beaudine (1951)
- In Old Amarillo, regia di William Witney (1951)
- Lo sposo è un altro coso (Havana Rose), regia di William Beaudine (1951)
- Pals of the Golden West, regia di William Witney (1951)
- The Fabulous Senorita, regia di R.G. Springsteen (1952)
- Tropical Heat Wave, regia di R.G. Springsteen (1952)
- South Pacific Trail, regia di William Witney (1952)
- Il giustiziere dei tropici (Tropic Zone), regia di Lewis R. Foster (1953)
- Sweethearts on Parade, regia di Allan Dwan (1953)
- Un dollaro d'onore (Rio Bravo), regia di Howard Hawks (1959)
- Jesse James Meets Frankenstein's Daughter, regia di William Beaudine (1966)

### Televisione
- Alcoa Presents: One Step Beyond – serie TV, episodio 2x06 (1959)
- Papà ha ragione (Father Knows Best) – serie TV, episodio 6x19 (1960)
- Coronado 9 – serie TV, 1 episodio (1961)
- Laredo – serie TV, episodio 1x05 (1965)
- Le spie (I Spy) – serie TV, episodio 1x26 (1966)